# Lojas Marisa

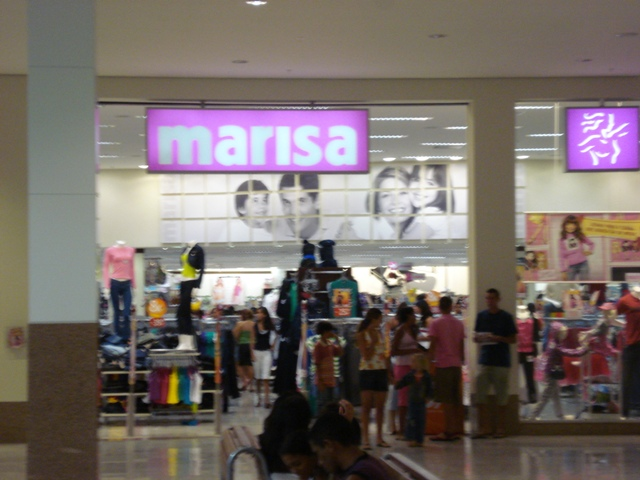
Lojas Marisa, Geschäft in Natal, Rio Grande do Norte

Lojas Marisa ist ein brasilianisches Unternehmen mit  Sitz in São Paulo, das hauptsächlich im Einzelhandel tätig ist. Die Geschäfte sind auf Damenbekleidung spezialisiert. Sie bieten aber auch Bekleidung für Männer und Kinder, Bett- und Badezusätze sowie Tischwäsche an. Das Unternehmen ist auch im Import und Verkauf von Produkten über das Internet tätig. Darüber hinaus ist das Unternehmen über seine Tochterunternehmen in den Bereichen Kreditkartengeschäft, Finanzen, Logistik und Bereitstellung von Privatkrediten für die Kunden des Unternehmens tätig. Das Unternehmen ist über zahlreiche Tochtergesellschaften tätig, darunter den Club Administradora de Cartoes de Credito Ltda, das Studio Comercio Varejista do Vestuario Ltda, die Due Mille Participacoes Ltda, die MAX Participacoes Ltda, die Siara Comercio Atacadista de Artigos do Vestuario Ltda und Albatroz Comercio Atacadestu Vigu Ltda unter anderem. Am 22. Februar 2014 schloss das Unternehmen drei Marisa Lingerie-Geschäfte mit einer Gesamtfläche von 522,6 Quadratmetern.
Die Kette ist mit rund 360 Geschäften in allen Regionen Brasiliens vertreten.

## Geschichte
Nachdem Bernardo Goldfarb jahrzehntelang von seinem Vater gelernt hatte, Accessoires herzustellen, erwarb er 1948 Marisa Bolsas. Zwei Jahre später gründete er Marisa Malhas. Es dauerte nicht lange, bis das Unternehmen in ganz Brasilien expandierte, nach Porto Alegre, Belo Horizonte, Salvador (Bahia), Recife und Manaus.

## Geschäftsbereiche
1999 war Lojas Marisa mit der Gründung von Marisa Virtual eine Pionierin im E-Commerce-Bereich.
Lojas Marisa betreibt auch Geschäfte, die nur Lingerie-Produkte vertreiben, Marisa Íntima. Das Unternehmen führt auch eine exklusive Marke für Übergrößen.
Marisa war der erste Einzelhändler in Brasilien, der mit Marisa Previdência ein privates Rentenprodukt für Privatpersonen vermarktete.